# Aceite de ládano

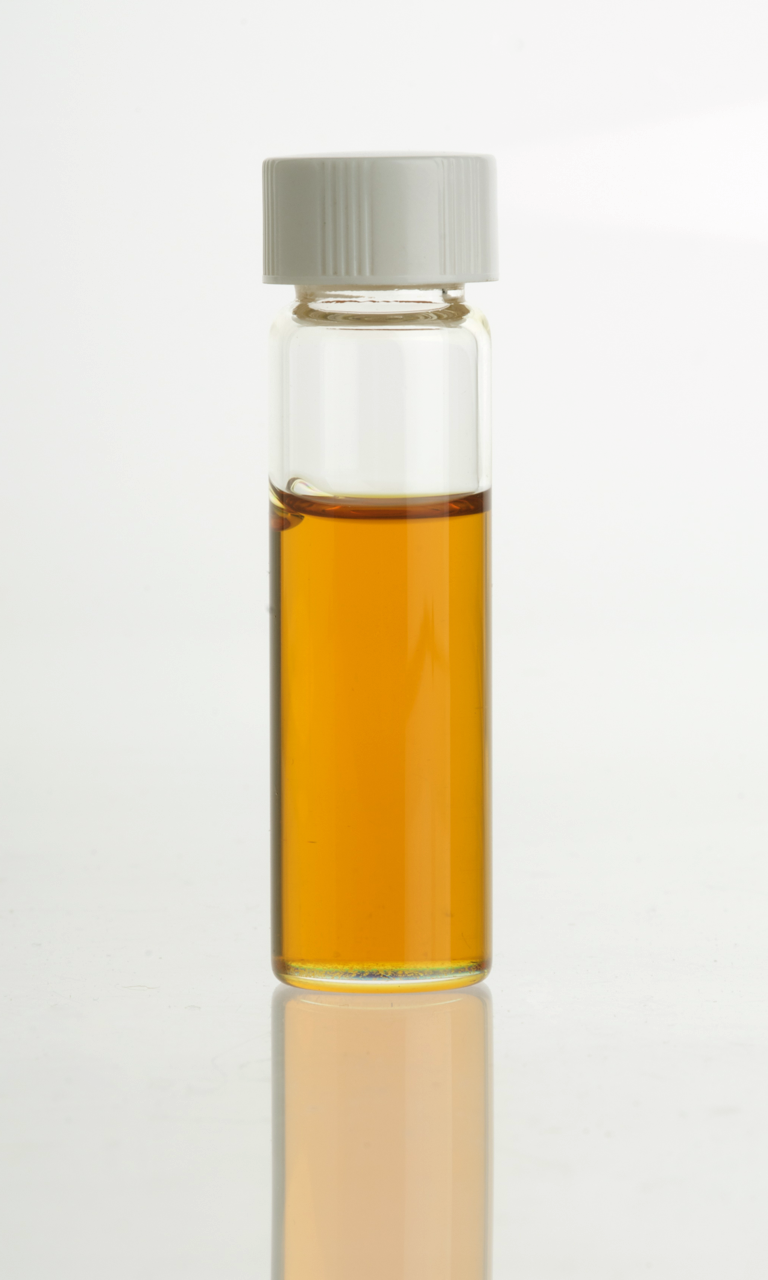
Aceite de ládano

El aceite de ládano se obtiene de la resina gomosa de varias jaras, tales como el Cistus ladanifer. 
Es un aceite de esencia, de color amarillo dorado y con olor a ámbar gris; soluble en alcohol, cloroformo y éter; se emplea en perfumes. Actualmente está en desuso, se empleaba en aliviar la tos.
- Datos: Q5656365